# Хердеген I фон Петау
Хердеген I фон Петау (на немски: Herdegen I von Pettau Marschall von Steiermark; * ок. 1295; † ок. 1343/1352/1353) е могъщ благородник от род Петау в Долна Щирия, маршал на Щирия (1350 – 1351).

## Живот
Той е син на Хартнид III фон Петау († ок. 1316), господар на Фридау, и първата му съпуга Кунигунда фон Лихтенщайн-Мурау († 1299), дъщеря на Ото III фон Лихтенщайн-Мурау († 1311) и първата му съпруга Агнес фон Вилдон († пр. 1260).
Хердеген става през 1350 г. наследствен маршал на Щирия със замък Фраухайм/Фрам (в Словения). Маршалът има за задача през война да съставя войска в Щирия. През 1330-те години той е към най-могъщите благородници в Щирия.
През 1350/51 г. той също е хауптман на Крайна. През това време фамилията Петау обаче загубва господствата си Хегенберг/Хекенберг и други, които са им взети от фамилията Санег/Занек, по-късните графове на Цили, понеже те не искат повече да търпят Петау в територията си. Фамилията Петау купува Гуркфелд/Крско, Лихтенек и други, също собствености в Каринтия.
През 1328 г. Хердеген и Амалрих фон Петау са свидетели в един документ на австрийския херцог Фридрих Красивия. През 1331 г. Хердеген като маршал на Щирия е член в един съд в наследствен конфликт между Фридрих фон Занег и Конрад фон Ауфенщайн за град Целе след измирането на графовете фон Хойнберг 1322 г.
През 1345 г. австрийския херцог Албрехт II разрешава конфликт за Руденег между Улрих II фон Валзе, епископ Улрих фон Гурк и фамилиите Пфанберг, Цели, Ортенбург и Монтпрайз и братята Хердеген и Фридрих VII фон Петау.
През 1351 г. Фридрих фон Валзе решава конфликт за Катценщайн между граф Фридрих фон Цели († 1359) и Хердеген фон Петау.
Хердеген умира ок. 1353 г.

## Фамилия
Хердеген I фон Петау се жени ок. 20 август 1319 г. за Клара фон Горица, дъщеря на граф Алберт II фон Горица († 1325) и Елизабет ’Млада’ фон Хесен (1284 – 1308), дъщеря на ландграф Хайнрих I фон Хесен, „Детето от Брабант“ (1244 – 1308) и Мехтилд фон Клеве († 1309). Те имат осем деца:
- Хердеген II фон Петау († пр. 1362)
- Хартнид/Хартолд V фон Петау-Фридау (* ок. 1323; † 1385), маршал на Щирия, женен за Вилбург фон Раубенщайн († сл. 1387)
- Бернхард фон Петау, споменат 1362
- Фридрих VIII фон Петау
- Катарина фон Петау, омъжена I. за Георг фон Дуино, II. за Хартнид фон Вайсенег
- Флормай фон Петау, омъжена I. за Хайнрих фон Майсау († ок. 25 декември 1360), II. за Еберхард V фон Валзе († 21 април 1371), син на Еберхард IV фон Валзе, съдия на об дер Енс († 1325) и Мария фон Куенринг
- Елзбет фон Петау, омъжена пр. 18 октомври 1362 г. Янс II фон Валзе-Дрозендорф († ок. 15/21 юни 1370)
- (вер. извънбрачна) Анна фон Петау († сл. 1377), омъжена за Йохан I фон Лихтенщайн-Мурау († 19 май 1395), господар в Лихтенщайн, Мурау и Гмюнд-Пиберщайн, син на Рудолф I фон Лихтенщайн († сл. 1343) и Елизабет фон Валзе († сл. 1326).